# Вальлуиз
Вальлуи́з (фр. Vallouise, окс. Vau Loïsa) — коммуна во Франции, находится в регионе Прованс — Альпы — Лазурный Берег. Департамент коммуны — Верхние Альпы. Входит в состав кантона Л’Аржантьер-ла-Бессе. Округ коммуны — Бриансон.
Горнолыжный курорт.
Код INSEE коммуны — 05175.

## Население
Население коммуны на 2008 год составляло 728 человек.
| 1962 | 1968 | 1975 | 1982 | 1990 | 1999 | 2008 |
| ---- | ---- | ---- | ---- | ---- | ---- | ---- |
| 381  | 417  | 451  | 512  | 623  | 637  | 728  |

## Экономика
В 2007 году среди 455 человек в трудоспособном возрасте (15—64 лет) 320 были экономически активными, 135 — неактивными (показатель активности — 70,3 %, в 1999 году было 72,9 %). Из 320 активных работали 304 человека (164 мужчины и 140 женщин), безработных было 16 (8 мужчин и 8 женщин). Среди 135 неактивных 33 человека были учениками или студентами, 47 — пенсионерами, 55 были неактивными по другим причинам.

## Достопримечательности
- Церковь Сент-Этьен (XV—XVI века): алтарь в стиле барокко, пьета
- Часовня Сент-Андре-э-Сент-Люси (XVII век)
- Несколько солнечных часов